# Džems Raudziņš
Džems Raudziņš (Harbin, 1º dicembre 1910 – Perth, 13 dicembre 1979) è stato un cestista lettone.

## Carriera
Con la maglia della Lettonia ha vinto la medaglia d'oro in occasione della prima edizione degli Europei, disputati nel 1935 in Svizzera. Ha disputato anche l'edizione 1937.
Ha partecipato ai Giochi di Berlino 1936, chiusi al 15º posto.
Dopo il ritiro dall'attività agonistica si è trasferito in Australia, esercitando la professione di ragioniere.